# Connie Chiume
Connie Temweka Gabisile Chiume (Welkom, 5 de junio de 1952-Johannesburgo, 6 de agosto de 2024) fue una actriz sudafricana de ascendencia malaui.

## Biografía
Chiume nació el 5 de junio de 1952 en Welkom, Sudáfrica. Su padre, Wright Tadeyo Chiume, era de Usisya, Nkhata Bay, Malaui y su madre, MaNdlovu, oriunda de KwaZulu-Natal, Sudáfrica. Se graduó en docencia en 1976. Después de algunos años de enseñar, renunció y viajó a Israel. Más tarde se mudó a Grecia para comenzar su carrera como actriz. Su madre murió en marzo de 2020.

## Ámbito profesional
Después de mudarse a Grecia en 1977, comenzó a actuar en obras como Porgy and Bess, Ipi Ntombi y Little Shop of Horrors. En 1989, al regresar a Sudáfrica, participó en la serie de televisión Inkom 'Edla Yodwa. Fue invitada posteriormente al elenco de la película Warriors from Hell en 1990, siendo ese su debut en cine. En 2000, ganó el premio Connie the Avanti en la categoría mejor actriz en una serie dramática del festival South African Film and Television Awards (SAFTA).
En 2005, interpretó a 'Stella Moloi', en la serie Zone 14 de SABC1, por el cual ganó el premio Golden Horn. Continuó desempeñando el papel principal en la serie hasta 2010. También recibió el Premio a la Mejor Actriz de Reparto en un Drama durante el 3er SAFTA. En 2015, participó en la telenovela Rhythm City como 'Mamokete Khuse'.
En 2006, participó en obras de teatro como You Strike The Woman y You Strike The Rock. En 2020, protagonizó la serie  de televisión Gomora. En el mismo año, actuó como una quisquillosa madre en la serie Black Is King. En octubre, fue honrada con la primera nominación al Premio Feather.
En 2018, apareció en la película de Hollywood Black Panther, junto al actor sudafricano John Kani. Ella interpretó el papel de Mining Tribe Elder en la película.

## Filmografía
| Año       | Título                                           | Rol                        | Tipo                     | Ref. |
| --------- | ------------------------------------------------ | -------------------------- | ------------------------ | ---- |
| 1989      | Inkom' Edla Yodwa                                | Thembi                     | Serie de televisión      |      |
| 1990      | Warriors from Hell                               | Marita                     | Película                 |      |
| 1994      | The Air Up There                                 | Mrs. Urudu                 | Película                 |      |
| 1994      | The Line                                         | Rosie                      | Película para televisión |      |
| 1997      | A Woman of Color                                 | Funcionaria del gobierno   | Película para televisión |      |
| 1998      | Tierärztin Christine III: Abenteuer in Südafrika | Directora                  | Película para televisión |      |
| 1999      | Chikin Biznis ... The Whole Story!               | Thoko                      | Película                 |      |
| 2000      | I Dreamed of Africa                              | Wanjiku                    | Película                 |      |
| 2004      | In My Country                                    | Virginia Tabata            | Película                 |      |
| 2004      | Mazinyo Dot Q                                    | Ma Mavuso                  | Serie de televisión      |      |
| 2005–2015 | Zone 14                                          | Stella Moloi               | Serie de televisión      |      |
| 2013      | Fanie Fourie's Lobola                            | Zinzi                      | Película                 |      |
| 2015      | Lerato                                           | Pastora                    | Cortometraje             |      |
| 2015      | Rhythm City                                      | Mamokete Khuse             | Serie de televisión      |      |
| 2017      | Thula's Vine                                     | Nothando                   | Serie de televisión      |      |
| 2018      | Black Panther                                    | Anciana de la tribu minera | Película                 | [8]  |
| 2019      | Losing Lerato                                    | Gogo on Bus                | Película                 |      |
| 2019      | Blessers                                         | Ma-Lerato                  | Película                 |      |
| 2020      | What Did You Dream?                              | Koko                       | Cortometraje             |      |
| 2020      | Queen Sono                                       | Nana Rakau                 | Serie de televisión      |      |
| 2020      | Gomora                                           | Mam'Sonto Molefe           | Serie de televisión      |      |
| 2020      | Black Is King                                    | Connie Chiume              | Película                 | [5]  |
| 2020      | Choices                                          |                            | Serie de televisión      | [9]  |
| 2020      | Seriously Single                                 | madre de Dineo             | Película                 | [10] |